# عين الشرقية (بانياس)
عين الشرقية قرية تتبع ناحية قرى مركز بانياس في منطقة بانياس التابعة لمحافظة طرطوس.